# Idioma kugu nganhcara
El idioma Kugu-Muminh (Wik-Muminh), también conocido como Kugu- o Wik-Nganhcara (Wikngenchera), es una lengua pama hablada en la Península de Cabo York, en Queensland, Australia, por varios pueblos Wik. Hay múltiples dialectos, solo dos de los cuales todavía se hablan: Kugu-Muminh en sí mismo y Kugu-Uwanh.

## Fonología
Inventario de consonantes Kugu Nganhcara
|                 | Bilabial | Apico-alveolar | Lamino-dental | Lamino-palatina | Dorso-velar | glotal |
| --------------- | -------- | -------------- | ------------- | --------------- | ----------- | ------ |
| Oclusiva sorda  | p        | t              | th            | c               | k           | '      |
| Oclusiva sonora | b        | d              | dh            | j               | g           |        |
| Nasal           | m        | n              | nh            | ny              | ng          |        |
| Lateral         |          | l              |               |                 |             |        |
| Vibrante        |          | r              |               |                 |             |        |
| Plana           | w        |                |               | y               |             |        |

Kugu Nganhcara vowel inventory
|         | Anterior | Posterior |
| ------- | -------- | --------- |
| Cerrada | i i:     | u u:      |
| Media   | e e:     | o o:      |
| Abierta | a a:     | a a:      |